# Canton de Roubaix-Ouest
Le canton de Roubaix-Ouest est un ancien canton français, situé dans le département du Nord et la région Nord-Pas-de-Calais.

## Composition
Le canton de Roubaix-Ouest se composait d’une fraction de la commune de Roubaix et de deux autres communes. Il compte 57 443 habitants (population municipale) au 1er janvier 2012.
| Nom                 | Code Insee | Intercommunalité              | Population (dernière pop. légale)               |
| ------------------- | ---------- | ----------------------------- | ----------------------------------------------- |
| Roubaix (chef-lieu) | 59512      | Métropole européenne de Lille | Fraction : 16 243(2012) Commune : 95 600 (2014) |
| Croix               | 59163      | Métropole européenne de Lille | 20 927 (2014)                                   |
| Wasquehal           | 59646      | Métropole européenne de Lille | 21 343 (2014)                                   |

## Histoire
Le canton de Roubaix-Ouest a été créé en 1867 (loi du 24 juillet 1867), en divisant l'ancien canton de Roubaix.

## Représentation

### Conseillers généraux
| Période               | Identité                                 | Parti                    | Qualité |
| --------------------- | ---------------------------------------- | ------------------------ | --- |
| 1867-1871             | Comte Auguste Mimerel                    | Majorité dynastique      | Directeur de manufacture (filateur de coton) Député (1849-1851) - Sénateur (1852-1870) Président du Conseil Général (1839) Conseiller municipal de Roubaix           |
| 1871-1880             | Jean-Baptiste Deleporte-Bayart           | Républicain              | Propriétaire, adjoint au Maire de Roubaix |
| 1880-1892             | Émile Moreau                             | Républicain Radical      | Ingénieur, fondateur de sociétés ouvrières Député (1889-1893) |
| 1892-1898             | Adolphe Desobry                          | Socialiste               | Peintre décorateur Adjoint au maire de Roubaix |
| 1898-1910             | Edouard Roussel                          | Républicain              | Industriel - Adjoint au maire de Roubaix |
| 1910-1928             | Jean-Baptiste Lebas                      | SFIO                     | Employé Député du Nord de 1919 à 1928 et de 1932 à 1942 Conseiller général du Canton de Roubaix-Est de 1928 à 1940 Maire de Roubaix de 1912 à 1915 et de 1918 à 1940 |
| 1928-1940             | Édouard Roussel (fils d'Edouard Roussel) | Rad.ind.                 | Industriel Sénateur (1932-1941) |
|                       |                                          |                          | |
| 1945-1951             | Marcel Guislain                          | SFIO                     | chef de service de médecine interne au centre hospitalier de Roubaix Conseiller municipal de Roubaix Député (1951-1958) Sénateur (1967-1974)                         |
| 1951-1957 (démission) | Jules Mullié                             | RPF                      | Commerçant à Roubaix |
| 15 décembre 1957-1970 | Marcel Guislain                          | SFIO                     | Député |
| 1970-1976             | Gustave Dedecker                         | SFIO puis PS             | Ouvrier textile - Maire de Croix (1960-1980) |
| 1976-1982             | Léonce Clérambeaux                       | PS                       | Fonctionnaire, journaliste Député (1973-1978) - Adjoint au maire de Roubaix Conseiller régional                                                                      |
| 1982-1988             | Gérard Vignoble                          | PS puis UDF              | Technicien supérieur des Postes et Télécommunications Maire de Wasquehal depuis 1977 Député (1988-1997 et 2002-2007) Conseiller régional (1992 et 1998-2002)         |
| 1988-2001             | Michel Baudry                            | UDF                      | Maire-adjoint de Roubaix Vice-Président du Conseil Général (1992-1998)                                                                                               |
| 2001-2008             | Michel Carnois                           | Union pour le Nord (UDF) | Contrôleur de gestion à la Lainière de Roubaix (retraité) Maire de Croix (1995-2006)                                                                                 |
| 2008-2015             | Bernard Hanicotte                        | MoDem puis NC-UDI        | Retraité Maire-adjoint de Wasquehal (2008-2014) - Conseiller municipal de Wasquehal (2014-en cours)                                                                  |

### Conseillers d'arrondissement
| Période                                  | Période          | Identité                     | Étiquette   | Qualité |
| ---------------------------------------- | ---------------- | ---------------------------- | ----------- | --- |
|                                          |                  |                              |             | |
| 1880                                     | 1883             | Augustin Morel (1817-1888)   |             | Manufacturier à Roubaix                                                                                             |
| 1883                                     |                  | Alexandre Faidherbe          | Droite      | Adjoint au maire de Roubaix                                                                                         |
|                                          |                  |                              |             | |
|                                          | 1896 (décès)     | Jules Martel Godefroy        | Républicain | Constructeur-mécanicien, ancien conseiller municipal de Roubaix                                                     |
| 1892                                     | 1898 (démission) | Edouard Roussel              | Républicain | Industriel, adjoint au maire de Roubaix                                                                             |
| 1898                                     | 1907             | Édouard Duthoit (1835-1920)  | Républicain | Notaire, propriétaire, rentier à Roubaix                                                                            |
| 1907                                     | 1916 (décès)     | Gustave Dubled               | SFIO        | Ouvrier apprêteur, adjoint au maire de Wasquehal, député (1910-1916)                                                |
| 1916                                     | 1919             | siège vacant                 |             | |
| 1919                                     | 1925             | Augustin Telliez (1869-1942) | SFIO        | Employé, ancien maire de Croix (1912-1925)                                                                          |
| 1925                                     | 1931             | Henri Détailleur             | FR-RG       | Cafetier Maire de Wasquehal (1921-1944), député (1928-1932)                                                         |
| 1931                                     | 1940             | Louis Seigneur (1880-1944)   | SFIO        | Représentant de commerce puis tenancier d'estaminet Maire de Croix (1925-1940) Révoqué par le Gouvernement de Vichy |
| 1940                                     |                  |                              |             | Les conseils d'arrondissement ont été suspendus par la loi du 12 octobre 1940 et n'ont jamais été réactivés         |
| Les données manquantes sont à compléter. |                  |                              |             | |

En 1957, le conseiller général Jules Mullié avait démissionné pour protester contre la construction d'un immeuble pour travailleurs nord-africains.
Il se représente à l'élection partielle du 8 et du 15 décembre, et est battu par le Docteur Guislain.
(Source : journal "Le Monde" du 17 décembre 1957).

## Démographie
| 1962 | 1968 | 1975 | 1982 | 1990   | 1999   | 2006   | 2011   | 2012   |
| ---- | ---- | ---- | ---- | ------ | ------ | ------ | ------ | ------ |
| -    | -    | -    | -    | 53 896 | 54 911 | 56 588 | 56 718 | 57 443 |